# Миша Ђурковић
Миша Ђурковић (Београд, 24. август 1971) српски је филозоф. Ђурковић је научни саветник и директор Института за европске студије.

## Биографија

### Образовање
Рођен је 24. августа 1971. године у Београду. Одрастао је у Крушевцу и ту завршио Гимназију у Крушевцу. Потом је 1990. године завршио Школу резервних официра у Задру и уписао студије филозофије на Филозофском факултету Универзитета у Београду. Дипломирао је 1996. године и био је примљен на магистарски програм из области политичких наука Лондонске школе економије, али је због недостатка финансијских могућности студије наставио у земљи. Похађао је и Кредибел школу.
Магистрирао је 2001. године на Филозофском факултету Универзитета у Београду, а потом и докторирао у јулу 2005. године одбранивши докторску дисертацију Либерализам и држава: политичка филозофија Џона Стјуарта Мила.

### Научна каријера
Од 1. марта 1999. године запослен је на Институту за европске студије, где тренутно обавља дужност директора Института.
Био је ангажован као асистент на програгу обуке чланова јавне управе из области Европских интеграција на Факултету политичких наука Универзитета у Београду, између маја и октобра 2003. године.
Радио је на бројним консултантским пројектима међународних компанија на пословима праћења и анализе политичке и економске ситуације у Србији, Републици Српској и Црној Гори.
Поља његовог интересовања су филозофија, политичка и правна филозофија, политичка теорија, нација, национализми, популарна култура, пропаганда, масовни медији и европске интеграције.

### Политички ангажман
Обављао је дужност саветника за политичка питања при кабинету председника Владе Републике Србије Војислава Коштунице, током седам месеци 2005. године. Тада је био и секретар Државног савета за Косово и Метохију.
Од 2006. до 2008. године био је саветник председника Српске листе у Црној Гори Андрије Мандића и учествовао је у креирању кампање за прве парламентарне изборе у независној Црној Гори, када је листа била другопласирана са 14,68% освојених гласова. Сарађивао је и на Мандићевој кампањи на председничким изборима 2009. године када је освојио 19,55% гласова и такође био другопласирани кандидат.

## Дела
Књиге
- Политичка мисао Џона Стјуарта Мила, Службени гласник, Београд, 2006.
- Конзервативизам и конзервативне странке, Службени гласник, Београд, 2007.
- Тамни коридори моћи[4]
- Мрачни коридори моћи
- Разарање и отпор